# Cristel De Meulder
Cristel De Meulder is een Belgische sopraan.

## Opleiding
De Meulder behaalde aan het Koninklijk Vlaams Muziekconservatorium in Antwerpen de eerste prijs kamermuziek en het ‘Hoger diploma voor zang’ bij Liane Jespers. Aan het Koninklijk Muziekconservatorium in Brussel behaalde ze haar meestergraad. Zij heeft zich gespecialiseerd in klankgeoriënteerd zingen bij Lut Lemmens en Ingrid Voermans van het “Lichtenberger Institut für Gesang und Instrumentalspiel” in Duitsland.

## Zangcarrière
De Meulder geeft zangles aan de ‘Academie voor Muziek en Woord’ van Hemiksem (Antwerpen). Als soliste, wordt ze geregeld gevraagd voor diverse projecten van oude tot hedendaagse muziek in binnen- en buitenland. Zo was ze te horen op concerten in Zuid-Afrika, op het “Bamboo Organ Festival” in Las Piñas (Filipijnen), op concerten met ‘Voces Aequales’ en Jan Van Mol in Brazilië, concerten op het ‘Litouwse Festival Sugrizimai‘, tournee in Japan, ...
De Meulder was betrokken bij diverse cd- en tv-opnamen, met onder meer het ‘Currende Consort’ o.l.v. Erik Van Nevel.
Haar repertoire omvat cantates, kamermuziek, oratoria, orkestmissen, passies en het klassieke religieuze repertoire voor alle gelegenheden. Ook de hedendaagse muziek is haar niet onbekend. Zij creëerde mee de opera Aquarius van Karel Goeyvaerts, Treurlied om Kayano van Gwendolyn Sommereyns.
De Meulder werkt vaak samen met organist Jan Van Mol, waarmee ze ook enkele cd's opnam. Samen richtten zij in 1998 de ‘vzw Calcant’ op. Naast de orgelprojecten is er een grote vocale inbreng met als hoogtepunt de integrale uitvoering van het Weihnachtsoratorium van J.S. Bach.
Voorts heeft De Meulder de artistieke leiding over het Artiestenfonds dat werkzaam is in de Sint-Carolus Borromeuskerk in Antwerpen. Hier brengt men al 60 jaar elke zondag een afwisselend programma in de “Artiestenmis”. De Meulder is eveneens muzikaal adviseur van de Feugère-orgelconcerten in de St.-Martinuskerk te Kontich.
De Meulder maakt deel uit van het solistenensemble 'I Solisti del Cuore', dat verder bestaat uit Govaart Haché, tenor, Koen Meynckens, bas en de mezzosopranen Ann Callens-Janssens en Lieve Mertens.

## Discografie
- Cantio Sacra, een Iberisch programma (Cristel De Meulder, zang; Jan Van Mol, orgel)
- Exultate Jubilate (idem)
- Tota Pulchra Es, Vlaamse religieuze muziek (idem)